# Nikolaus Kindlinger

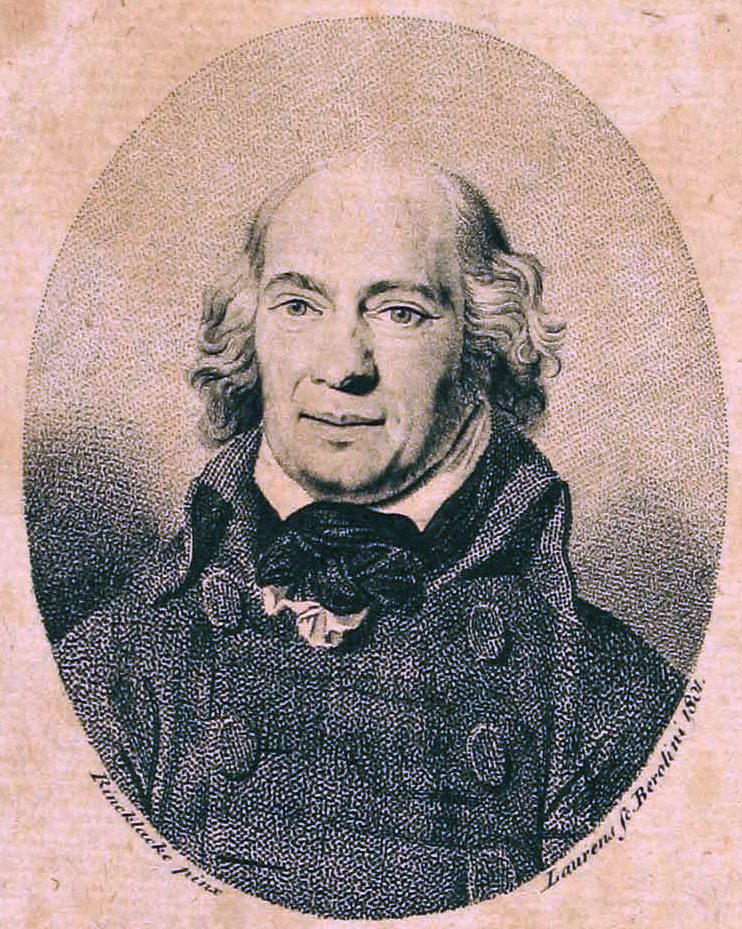
Nikolaus Kindlinger, Kupferstich (Ausschnitt) 1801

Johannes Nikolaus Kindlinger (* 17. Februar 1749 in Neudorf im Rheingau; † 15. September 1819 in Mainz) war ein deutscher katholischer Priester, Handschriften- und Siegelsammler, Archivar, Herausgeber und Literat.

## Leben
Nach dem Studium in Mainz trat er in den Franziskanerorden ein (Ordensnamen Venantius) und blieb bis 1790 in dessen Niederlassung zu Münster. Schon dort nahm er archivarische Aufgaben wahr und betrieb historische Studien. In der Folge wurde er gebeten, verschiedene Westfälische Adelsarchive durchzusehen und erstmals zu ordnen. Auch die Archive der Domkapitel von Münster und Paderborn, und der Beginn der Bearbeitung des kurkölnischen Archivs lagen in seinen Händen.
Nach dem mit päpstlicher Zustimmung erfolgten Austritt aus den Orden wurde er der letzte Archivar der Stifte Essen und Corvey.
Anfang des 19. Jahrhunderts wurde er Pfarrer in seiner Heimatstadt, um schon sehr bald kurzzeitig Archivar Wilhelms von Oranien, des Fürsten von Fulda, zu werden.
Mit einer Pension bedacht, zog er nach Mainz, wo er 1819 starb.

## Werke
Als Vater der münsterländischen Geschichtsforschung widmete er sich überwiegend den Quellen dieser Region.
- Münsterische Beiträge, 3 Bde., mit vielen Urkunden, 1787–1793: Digitalisat
- Nähere Nachrichten vom ältesten Gebrauche der Siegeloblaten und des Siegellacks in dem 16ten und 17ten Jahrhunderte. Ein Beytrag zur Geschichte der Diplomatik und der nützlichen Erfindungen.., Dortmund & Essen 1799 (in: Kindlinger, Nikolaus: Vermischte Aufsätze)
- Geschichte der Familie und Herrschaft Volmestein, 2 Bde., Osnabrück 1801
- Sammlung merkwürdiger Nachrichten und Urkunden für die Geschichte Deutschlandes, Leipzig 1806
- Fragmente über den Bauernhof, die Hofesverfassung und das Bauernrecht, Dortmund 1812 digitalisiert beim MPI für Europäische Rechtsgeschichte, Digitalisat
- Geschichte der deutschen Hörigkeit, 1819 Nachdruck Aalen 1968
- Katalog und Nachrichten von der ehemaligen aus lauter Handschriften bestandenen Bibliothek in Fulda, Leipzig 1819
- Minoriten – Münsterische Beiträge zur Geschichte Deutschlandes, hauptsächlich Westfalens, Münster
- Nachrichten und Urkunden von dem Geschlecht der Edlen von dem Stein genannt
- Verzeichniß der Bücher und Manuscripte aus der Sammlung Nicolaus Kindlinger. Dortmund : Blothe & Comp, 1803, 70 S.

## Nachlass
- Staatsarchiv Münster, Urkundenabschriften von Johann Nikolaus Kindlinger, um 1770–1800, Handschrift, gebunden, ca. 35 × 22 cm, NW Msc. II Bd. 1 bis 2, 4–9, 11–13, 15, 17–20, Bd. 30, 36, 43–44 (20 Bände)